# フジファブリック presents フジフジ富士Q -完全版-
『フジファブリック presents フジフジ富士Q -完全版-』（フジファブリック プレゼンツ フジフジふじキュー -かんぜんばん-）は、日本のバンドフジファブリックの4枚目のライブDVDである。2011年7月20日発売。発売元はソニー・ミュージックアソシエイテッドレコーズ。移籍後初の映像作品である。

## 概要
- 2010年7月17日に富士急ハイランドコニファーフォレストにて行われたライブを収録。
- 完全版の名の通り、場面転換中のMCも完全収録されている。
- 初回限定盤とBlu-ray盤には特典映像としてライブ開始前に上映した「Opening～Introduction～」、「フジファブリック VS 富士急ハイランド」、「金澤ダイスケの物販紹介」と、当日未上映の「高校野球風富士吉田紹介[2]」を収録。
- 本公演の開催を発表した直後の2009年12月24日にフロントマンでありボーカルの志村正彦が急逝。このため開催が危ぶまれたが、フジファブリックと縁の深い15組がゲストボーカルとして2曲ずつ歌唱・演奏するという方式を採り、予定通り開催された[3]。
- 本公演の開催の経緯は、奥田民生が本公演日の約15年前の1995年8月19日に同所でライブを行ったのだが、観客で当時15歳だった志村が奥田のライブに感動し影響を受け、この事が音楽家を志すきっかけとなった。志村自身がミュージシャンになった暁にはいつかその場所でライブをしたいという目標があり、15年越しの夢として計画されていた事による[3]。

## 収録曲
（『会いに』以外は全作詞：志村正彦、『B.O.I.P.』以外は全作曲：志村正彦）
- 曲名 / ゲストボーカル　の順に表記。

### DISC 1
1. 桜の季節 / 奥田民生
（収録作品（以下省略）:『桜の季節』『フジファブリック』『SINGLES 2004-2009』）
2. 虹 / 安部コウセイ（HINTO）
（『虹』『FAB FOX』『SINGLES 2004-2009』）
3. モノノケハカランダ / 安部コウセイ（HINTO）
（『FAB FOX』）
4. ダンス2000 / ハナレグミ
（『アラモルト』『アラカルト』『虹』）
5. ルーティーン / ハナレグミ
（『Sugar!!』）
6. バウムクーヘン / クボケンジ（メレンゲ）/ （『CHRONICLE』）
7. 赤黄色の金木犀 / クボケンジ（メレンゲ）
（赤黄色の金木犀』『フジファブリック』『SINGLES 2004-2009』）
8. 地平線を越えて / 斉藤和義
（『FAB FOX』）
9. 笑ってサヨナラ / 斉藤和義
（『アラモード』『アラモルト』）
10. TAIFU / ハヤシ（POLYSICS）
（『フジファブリック』)
11. B.O.I.P. / ハヤシ（POLYSICS）
（作曲：山内総一郎 『TEENAGER』）
12. タイムマシン / 藤井フミヤ
（『CHRONICLE』)
13. 若者のすべて / 藤井フミヤ
（『若者のすべて』『TEENAGER』『SINGLES 2004-2009』)
14. ダンス2000 / 氣志團
（『アラモルト』『アラカルト』『虹』）
15. 茜色の夕日 / 氣志團
（『アラカルト』『アラモルト』『茜色の夕日』『FAB FOX』『SINGLES 2004-2009』）

### DISK 2
1. Strawberry Shortcakes / 和田唱（TRICERATOPS）
（『TEENAGER』）
2. 陽炎 / 和田唱（TRICERATOPS）
（『陽炎』『フジファブリック』『SINGLES 2004-2009』）
3. TEENAGER / 真心ブラザーズ
（『TEENAGER』)
4. 線香花火 / 真心ブラザーズ、スカパラホーンズ
（『アラカルト』『アラモルト』）
5. Surfer King / スカパラホーンズ
（『Surfer King』『TEENAGER』『SINGLES 2004-2009』）
この曲のみボーカルレスで演奏された。
6. DOKI DOKI / PUFFY
（PUFFYのシングル『日和姫』のカップリングとして志村が提供。ライブでカバーした事はあるが、リリースはされていない。）
7. Bye Bye / PUFFY
（PUFFYのアルバム『Bring it!』の収録曲として志村が提供。『MUSIC』でセルフカバー。）
8. 花 / 片寄明人（GREAT3、Chocolat & Akito）
（『フジファブリック』)
9. サボテンレコード / 片寄明人（GREAT3、Chocolat & Akito）
（『フジファブリック』)
10. マリアとアマゾネス / 吉井和哉
（『FAB FOX』）
11. Anthem / 吉井和哉
（『CHRONICLE』）
12. Sunny Morning / くるり
（『FAB FOX』）
13. 銀河 / くるり
（『銀河』『FAB FOX』『SINGLES 2004-2009』）
14. 会いに / フジファブリック（作詞：志村正彦、加藤慎一）
（『MUSIC』）
この曲のみメンバーだけでの演奏となった。
15. 茜色の夕日 / 奥田民生
（『アラカルト』『アラモルト』『茜色の夕日』『FAB FOX』『SINGLES 2004-2009』）
16. 若者のすべて / フジファブリック
（『若者のすべて』『TEENAGER』『SINGLES 2004-2009』)
エンドロール。志村やメンバーと共演者が一緒に写った写真をバックにこの日唯一志村のボーカルで曲が流された。

- サポートドラマー：刄田綴色（東京事変）
- サポートギタリスト：伊東真一（HINTO）

### DISC 3
「Opening～Introduction～」

「高校野球風富士吉田紹介]

「フジファブリック VS 富士急ハイランド」

「金澤ダイスケの物販紹介」